# Бегер, Лоренц

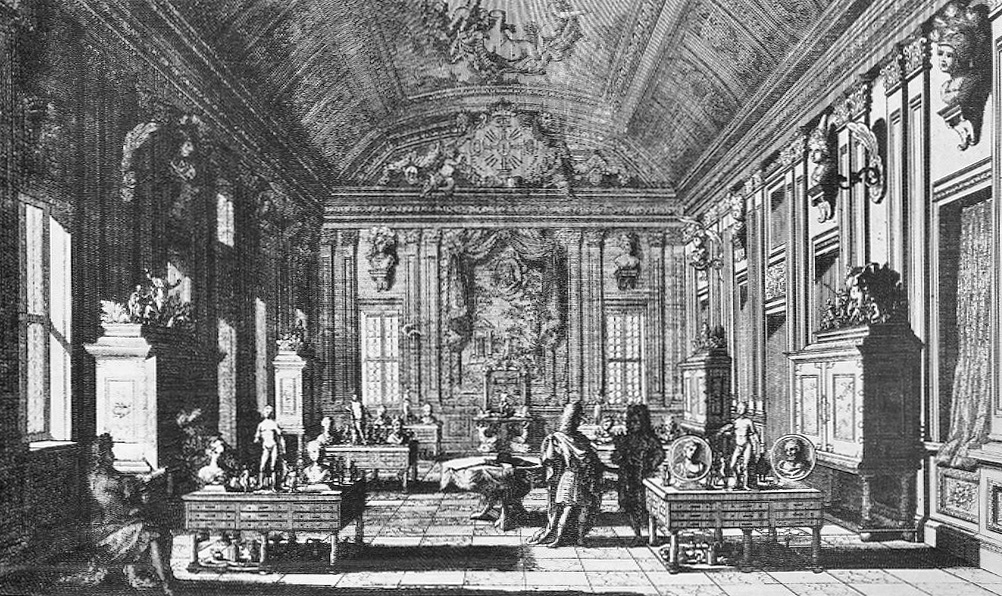
Мюнцкабинет (кабинет нумизматики и древностей) в Берлинском дворце (Лоренц Бегер, Thesaurus Brandenburgicus, 1696

Лоренц Бегер (нем. Lorenz Beger, использовал псевдоним Daphnaeus Arcuarius ; 19 апреля 1653, Хайдельберг — 20 февраля 1705, Берлин) — немецкий правовед, библиограф и нумизмат.
С 1699 по 1675 год учился в Гейдельбергском университете, изучал теологию, затем юриспруденцию. Окончив университет ведал библиотекой курфюрста Пфальцского Карла I Людвига, перешедшей по наследству к его сыну Карлу II Пфальцскому, последнему из династии Зиммернов. Позже и его мюнцкабинетом. Л. Бегер был преемником знаменитого нумизмата XVII века Эзекиеля Шпангейма. В своем труде Thesaurus gemmarum et numismatum ex thesaure Palatine selectus (1685) Лоренц Бегер дал описание гемм, монет и лучших памятников нумизматической коллекции в собрании курфюрста.
Перейдя на службу к курфюрсту Бранденбургскому, к которому перешло по наследству гейдельбергское собрание монет и антиков, в качестве придворного советника, библиографа и антиквара, посвятил себя, главным образом, изучению и описанию греческих и римских гемм и монет из собрания курфюрста, создав роскошно оформленный и богато иллюстрированный 3-томный труд, изданный в 1696—1701 в Келльне под Берлином (Thesaurus Brandenburgicus selectus…).
Труд «Thesaurus Brandeburgicus» (1696—1701) Л. Бегера даёт верное представление о методе изучения истории человечества, который держался в археологии до самого XVIII века.

## Избранные труды

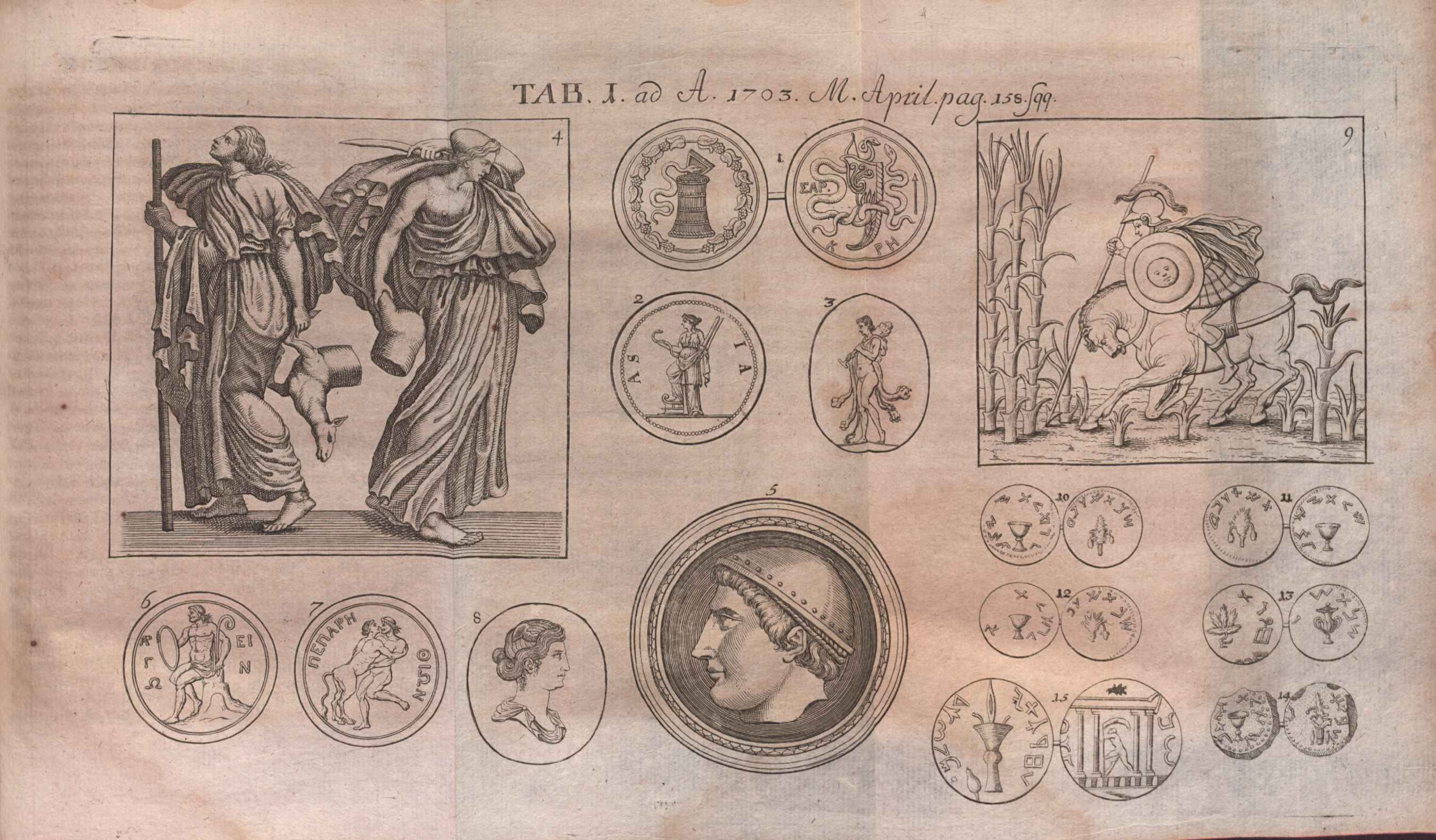
Иллюстрация, опубликованная в Acta eruditorum, 1760 (обзор по De nummis Cretensium serpentiferis disquisitio antiquaria)

- Иллюстрация, опубликованная в Acta eruditorum, 1760 (обзор по ''De nummis Cretensium serpentiferis disquisitio antiquaria)Kurtze, Doch unpartheyisch- und Gewissenhaffte Betrachtung Deß In dem Natur- und Göttlichen Recht …, 1679
- Bellum et excidium trojanum, 1679
- Thesaurus ex Thesauro Palatino selectus, 1685
- Observationes Et Coniecturae In Numismata Quaedam Antiqua, 1691
- Spicilegium antiquitatis, 1692
- Thesaurus Brandenburgicus selectus, sive gemmarum et numismatum Graecorum, in cimeliarchio electorali Brandenburgico elegantiorum series, commentario illustratae, … Continuatio sive numismatum Romanorum … series selecta, … Volumen tertium continens antiquorum numisnatum et gemmarum, … rariora, 3 Bände, Coloniae Marchicae, 1696—1701
- Meleagrides et Aetolia, 1699
- De nummis Cretensium serpentiferis disquisitio antiquaria, 1702
- Numismata pontificum romanorum, 1703
- Numismata Modernorum, Berlin 1704
- Regum et imperatorum romanorum Numismata, 1710